# Battertfelsen beim Schloss Hohenbaden
Das Naturschutzgebiet Battertfelsen beim Schloss Hohenbaden liegt auf dem Battert im Nordschwarzwald im Gebiet der baden-württembergischen Stadt Baden-Baden.

## Kenndaten
Das Gebiet wurde durch Verordnung des Regierungspräsidiums Karlsruhe vom 30. Juni 1981 als Naturschutzgebiet unter der Schutzgebietsnummer 2054 ausgewiesen. Der CDDA-Code lautet 81373 und entspricht der WDPA-ID.

## Lage
Das Schutzgebiet liegt nördlich von Baden-Baden, es umfasst den Gipfelbereich des Battert mit Umgebung. Es liegt beinahe vollständig im Bannwald Battert. Das NSG wird vom Landschaftsschutzgebiet Baden-Baden vollständig umschlossen und gehört außerdem zum FFH-Gebiet Wälder und Wiesen um Baden-Baden. Das Schutzgebiet liegt im Naturraum 152-Nördlicher Talschwarzwald innerhalb der naturräumlichen Haupteinheit 15-Schwarzwald.

## Schutzzweck
Schutzzweck des Naturschutzgebietes ist laut Schutzgebietsverordnung:
- die Erhaltung der geologisch und erdgeschichtlich bedeutsamen Felsengruppe des Battert und seiner Umgebung;
- die Erhaltung wertvoller Pflanzenstandorte und Lebensstätten der Tierwelt, insbesondere seltener Insekten und Reptilien;
- die Erhaltung der auf den Blockhalden wachsenden naturnahen Waldteile mit ihren eindrucksvollen Baumbeständen;
- die Erhaltung des Battert als naturnahes Naherholungsgebiet.

## Literatur

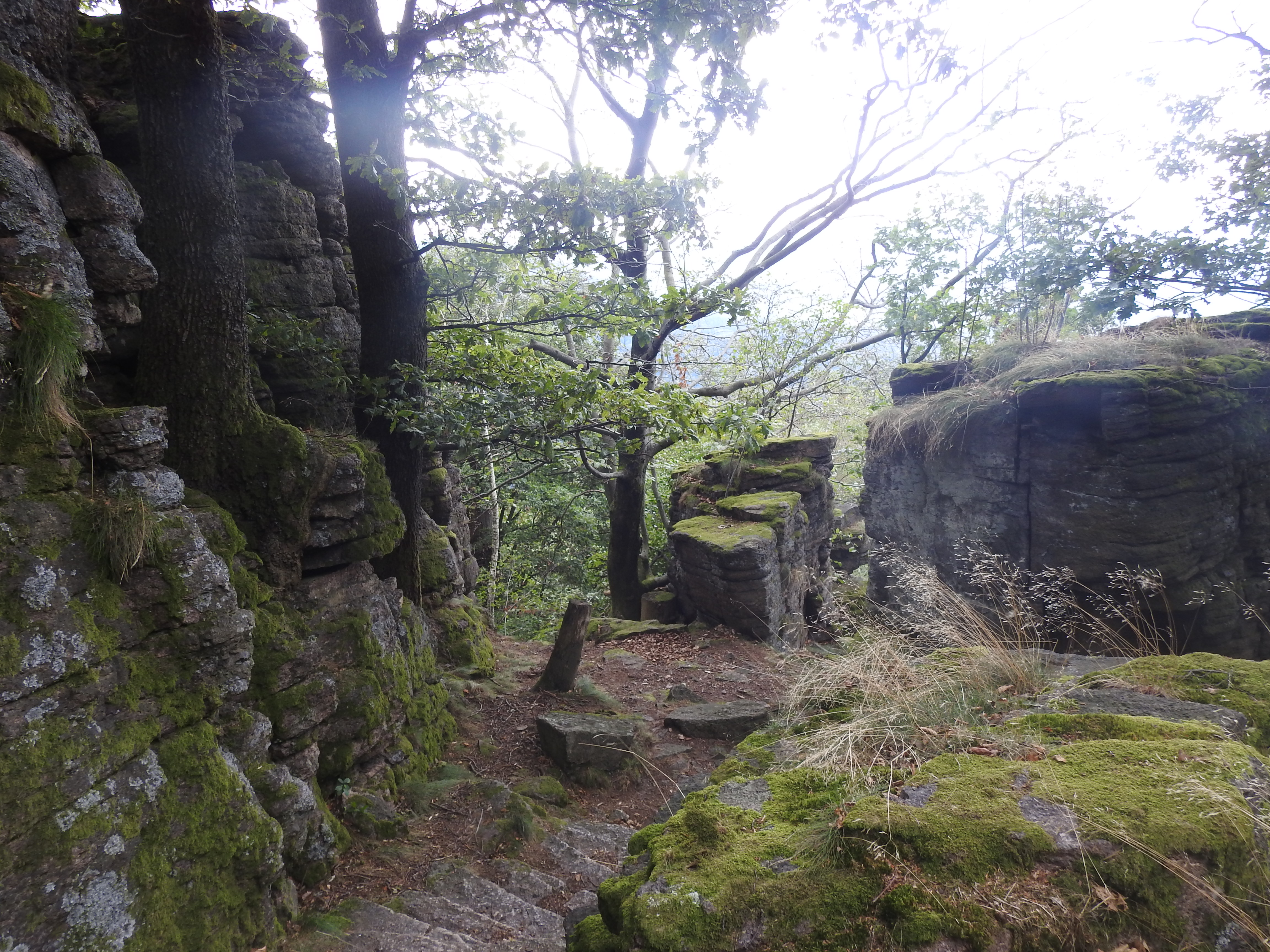
Battertfelsen nördlich von Baden-Baden